# Supercoppa portoghese 2021 (pallavolo femminile)
La Supercoppa portoghese 2021 si è svolta il 25 settembre 2021: al torneo hanno partecipato due squadre di club portoghesi e la vittoria finale è andata per la terza volta consecutiva al Porto.

## Regolamento
Le squadre hanno disputato una gara unica.

## Squadre partecipanti
| Squadra | Qualificazione                         |
| ------- | -------------------------------------- |
| Leixões | Vincitrice Coppa di Portogallo 2020-21 |
| Porto   | Vincitrice Primeira Divisão 2020-21    |

## Torneo
| 25 settembre 2021 Pavilhão Municipal Santo Tirso, Santo Tirso Durata: 1h:23 - Spettatori: ? | Porto | 3 - 0 | Leixões | 25-21, 25-20, 25-13 |